# Вербова (притока Лохманиці)
Вербова — річка в Україні, у межах Іллінецького району Вінницької області. Ліва притока річки Лохманиця (басейн Південного Бугу). Бере початок на південь під села Шабельня. Впадає у Лохманицю на західній околиці села Іванівка за 1 км від гирла. Довжина — 5,8 км, площа басейну - 9,7 км².